# Martiniatelep
Martiniatelep románul: Mărtinie, falu Romániában, Erdélyben, Fehér megyében.

## Fekvése
Szászsebestől délre fekvő település.

## Története
Martiniatelep, Martinistelep (Mărtinie) nevét 1956-ban említette először oklevél Matinistelep (Şugag-Mărtinic) néven, mint Sugág tartozékát, ekkor 370 lakosa volt.
1966-ban 380, 1977-ben 479 román lakosa volt. 1992-ben 536 lakosából 535 román, 1 magyar volt. 2002-ben pedig 548 román lakost írtak itt össze.